# Becquerel (cráter marciano)
Becquerel es un cráter de impacto del planeta Marte en Arabia Terra, a 22.1 N y 8 O. El impacto causó un cráter de 171 kilómetros de diámetro. El nombre fue aprobado en 1973 en honor al físico francés Antoine H. Becquerel.